# Chifeng
Chifeng ou Oulan-Kade (chinois : 赤峰市 ; pinyin : chìfēng shì ; mongol : ᠤᠯᠠᠭᠠᠨᠬᠠᠳᠠ
ᠬᠣᠲᠠ, VPMC : Ulaɣanqada qota, cyrillique : Улаанхад хот, MNS : Ulaankhad khot) est une ville de la région autonome de Mongolie-Intérieure en Chine. D'après le recensement de 2010, la surface de sa juridiction s'étend sur 90 275 kilomètres carrés et a une population de 4 341 245 habitants. La zone urbaine compte 1 094 970 habitants, ce qui comprend les districts de Hongshan, Yuanboshan and Songshan, même si la plus grande partie de ce dernier district reste toujours rurale.
On y parle le dialecte de Chifeng du chinois mandarin.
Chifeng possède un aéroport (code AITA : CIF).

## Subdivisions administratives

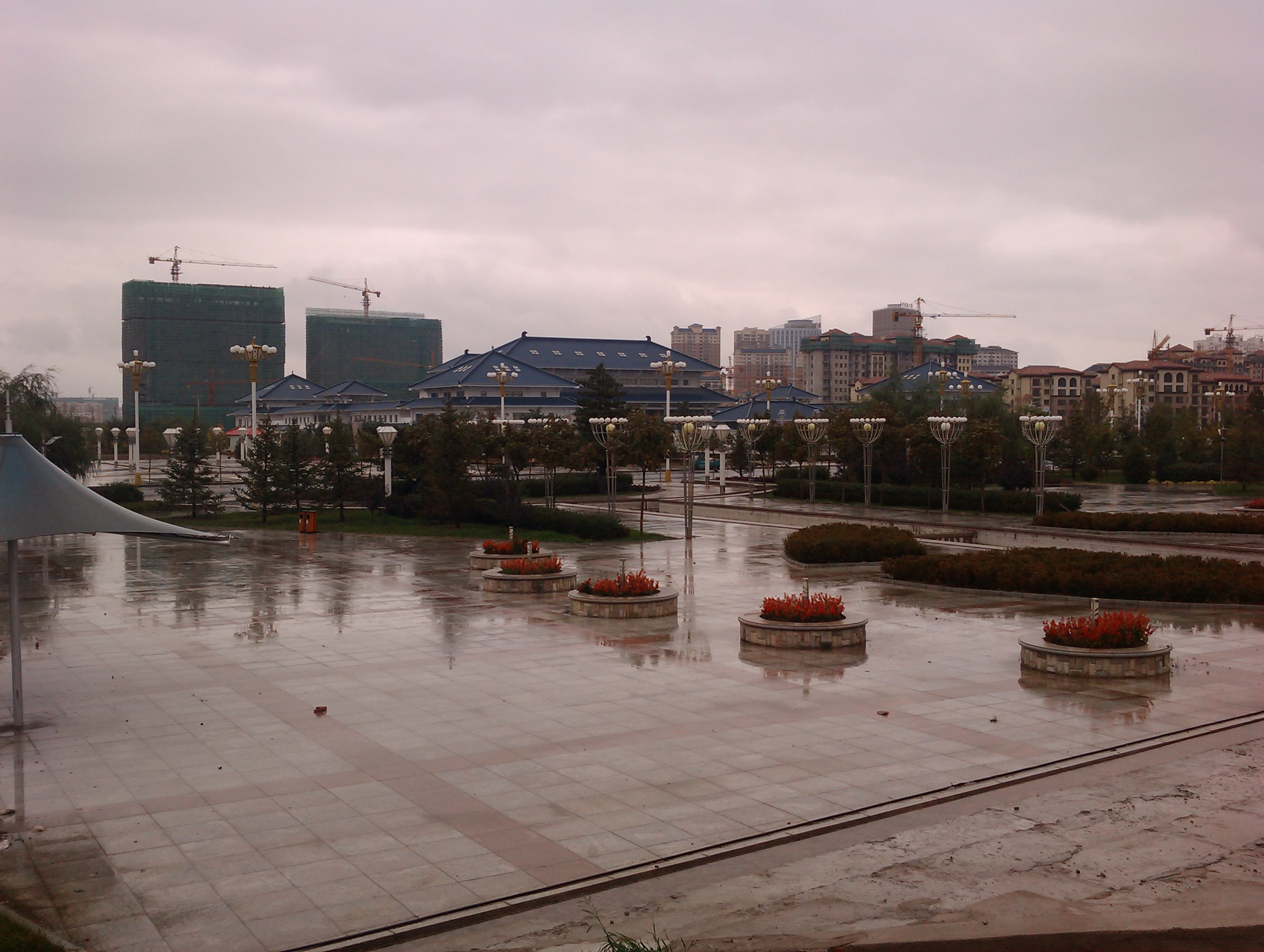
Le dans le district de Hongshan

La ville-préfecture de Chifeng exerce sa juridiction sur douze subdivisions - trois districts, deux xian et sept bannières :
- le district de Hongshan - 红山区 Hóngshān Qū ;
- le district de Yuanbaoshan - 元宝山区 Yuánbǎoshān Qū ;
- le district de Songshan - 松山区 Sōngshān Qū ;
- le xian de Ningcheng - 宁城县 Níngchéng Xiàn ;
- le xian de Linxi - 林西县 Línxī Xiàn ;
- la bannière d'Ar Horqin - 阿鲁科尔沁旗 Ālǔkē'ěrqìn Qí ;
- la bannière gauche de Bairin - 巴林左旗 Bālín Zuǒ Qí ;
- la bannière droite de Bairin - 巴林右旗 Bālín Yòu Qí ;
- la bannière de Hexigten - 克什克腾旗 Kèshíkèténg Qí ;
- la bannière d'Ongniud - 翁牛特旗 Wēngniútè Qí ;
- la bannière de Harqin - 喀喇沁旗 Kālāqìn Qí ;
- la bannière d'Aohan - 敖汉旗 Áohàn Qi.

## Culte
Chifeng est le siège épiscopal du diocèse catholique de Chifeng avec la cathédrale du Sacré-Cœur-de-Jésus de Chifeng (zh), érigée par les scheutistes. Elle est depuis 1996 classée sur la 4e liste des Sites historiques et culturels majeurs protégés au niveau de la région de Mongolie intérieure (zh), sous le numéro 4-191.
Les musulmans hui y ont construit vers 1742, sous le règne de Qianlong de la dynastie Qing, la Grande mosquée du Nord de Chifeng et est aujourd'hui classée sur la 7e liste des Sites historiques et culturels majeurs protégés au niveau national pour la Mongolie-Intérieure.

## Prison
Dans cette ville se trouve la prison de Chifeng où est incarcéré l'activiste Hada, qui militait pour l'indépendance de la Mongolie méridionale.